# Navarro (Texas)
Navarro város az USA Texas államában, Navarro megyében. Lakosainak száma 232 fő (2020. április 1.).

## Népesség
A település népességének változása:
| Lakosok száma | 170  | 191  | 210  | 232  |
|               | 1980 | 2000 | 2010 | 2020 |